# OPEN - Esposizione Internazionale di Sculture ed Installazioni
OPEN - Esposizione Internazionale di Sculture ed Installazioni è stata una mostra d'arte che si è tenuta annualmente al Lido di Venezia per 20 edizioni dal 1998 al 2017, parallelamente alla Mostra internazionale d'arte cinematografica di Venezia.

## Storia
Nata nel 1998 su iniziativa di Paolo de Grandis, l'iniziativa aveva l'obiettivo di affiancare alla mostra del cinema un appuntamento dedicato alla scultura. Già dalla prima edizione partecipavano artisti di rilievo internazionale come Beverly Pepper, Costas Varotsos e Pierpaolo Calzolari. Negli anni successivi la mostra si era affermata come importante appuntamento nel calendario dell'arte moderna.
OPEN si basava sul principio significativo di invitare un artista per ogni nazione partecipante: gli artisti che partecipavano all'esposizione rappresentavano il loro paese in un ambiente prestigioso e di cultura internazionale e palesavano il legame fra le arti visive e il cinema attraverso la loro presenza artistica lungo il percorso espositivo nevralgico lidense.

## Catalogo
La mostra era accompagnata da un catalogo pubblicato da Bellati Editore, in cui venivano raccolte le immagini delle opere esposte e i testi degli interventi critici su di esse.